# Thỏ Gotland

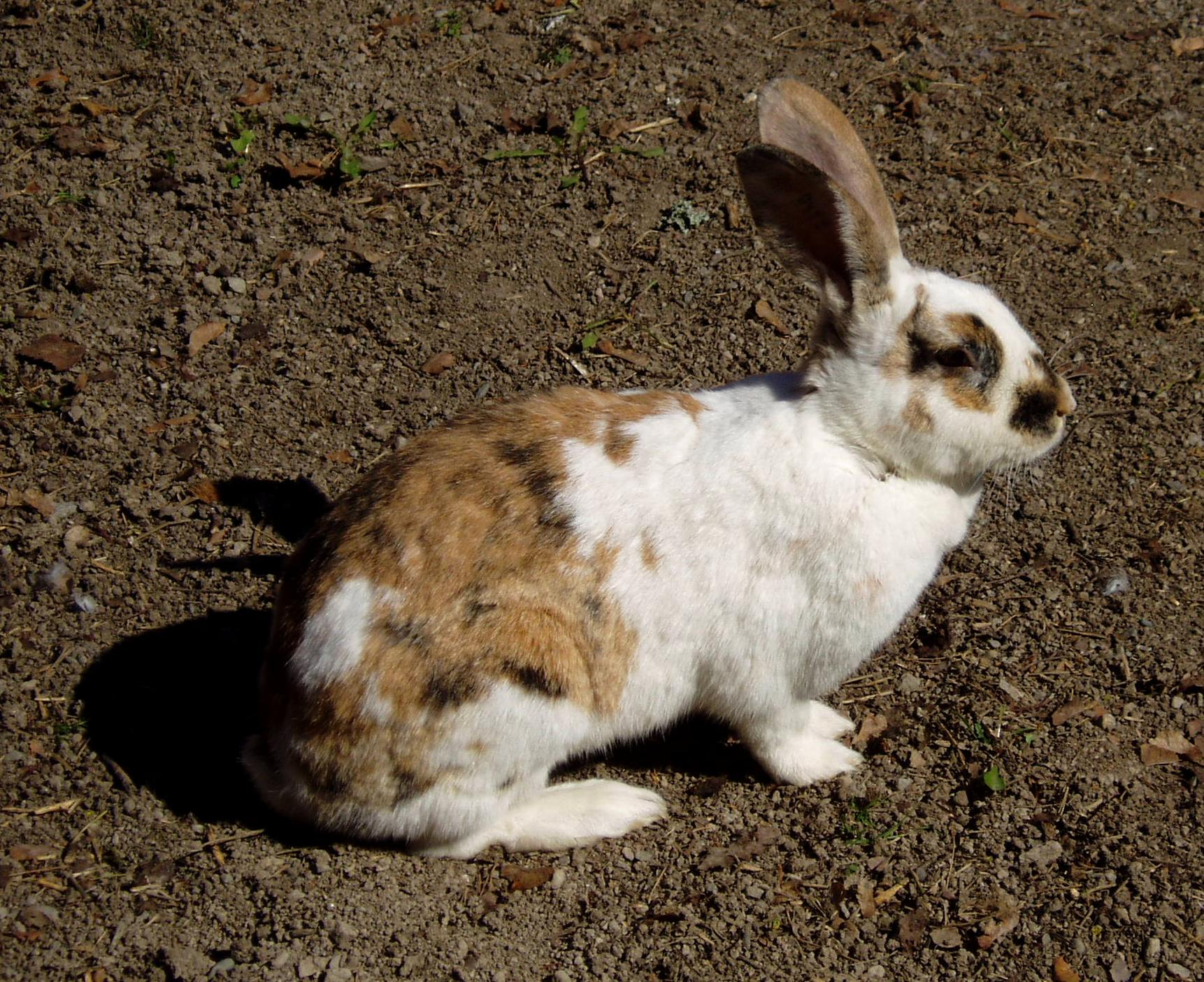
Một con thỏ Gotland

Thỏ Gotland là một giống thỏ có nguồn gốc từ Thụy Điển tại đảo Gotland. Chúng là giống thỏ có kích thước trung bình đó đi kèm trong một loạt các màu sắc tạo nên sự đa dạng về sắc màu. Thỏ Gotland thỏ là giống nằm trong bộ giống vật nuôi Landrace ở Thụy Điển và được coi là một loại nguy cơ tuyệt chủng.
Một vài quần thể còn lại Đã được phát hiện vào những năm 1970 trên đảo Gotland. Chúng liên quan chặt chẽ thậm chí hiếm hơn thỏ Mellerud. Thỏ đã được chăn nuôi tại trang trại ở Thụy Điển ít nhất là từ những năm 1500 và được gọi là "bondkaniner" ("thỏ trại") trong đầu năm 1881. Chúng được nuôi giữ chủ yếu là để lấy thịt thỏ và những tấm da.

## Đặc điểm
Thỏ Gotland đặc biệt và dễ nhận biết, sự đa dạng là kích thước trung bình, có trọng lượng lớn 3–4 kg (6,6-8,8 lb). Tai có chiều dài trung bình và tương đối mỏng. Đôi mắt to. Bộ lông ngắn và mịn, thường dựng đứng. Tính khí của thỏ được mô tả là năng động và tò mò, với thỏ là trắng thường rất quan tâm đến môi trường xung quanh.
Chúng có khả năng đẻ trung bình với 6-8 con trên một lứa, Hiếm khi có 10 con hoặc nhiều hơn. Liệu Các bà mẹ nuôi con khéo và rất bảo vệ con non của chúng. Chúng có sức khỏe tốt và ít bệnh di truyền. Cần tránh tiếp xúc với các loài động vật khác, đặc biệt là chuột. Nếu ban ngày chúng ăn không hết thức ăn thì cần vét sạch máng, nếu thừa chuột sẽ lên ăn và cắn chết thỏ, nhất là thỏ con mới đẻ.
Dạ dày chúng co giãn tốt nhưng co bóp yếu. Nhiều con bị chứng sâu răng hành hạ và có vấn đề về tiêu hóa. Chúng cũng bị mắc một số bệnh như bại huyết, ghẻ, cầu trùng, viêm ruột, do ăn thức ăn sạch sẽ, không bị nấm mốc. Nếu thấy chúng có hiện tượng phân hôi, nhão sau đó lỏng dần thấm dính đét lông quanh hậu môn, kém ăn, lờ đờ uống nước nhiều đó là bệnh tiêu chảy. 

## Chăm sóc

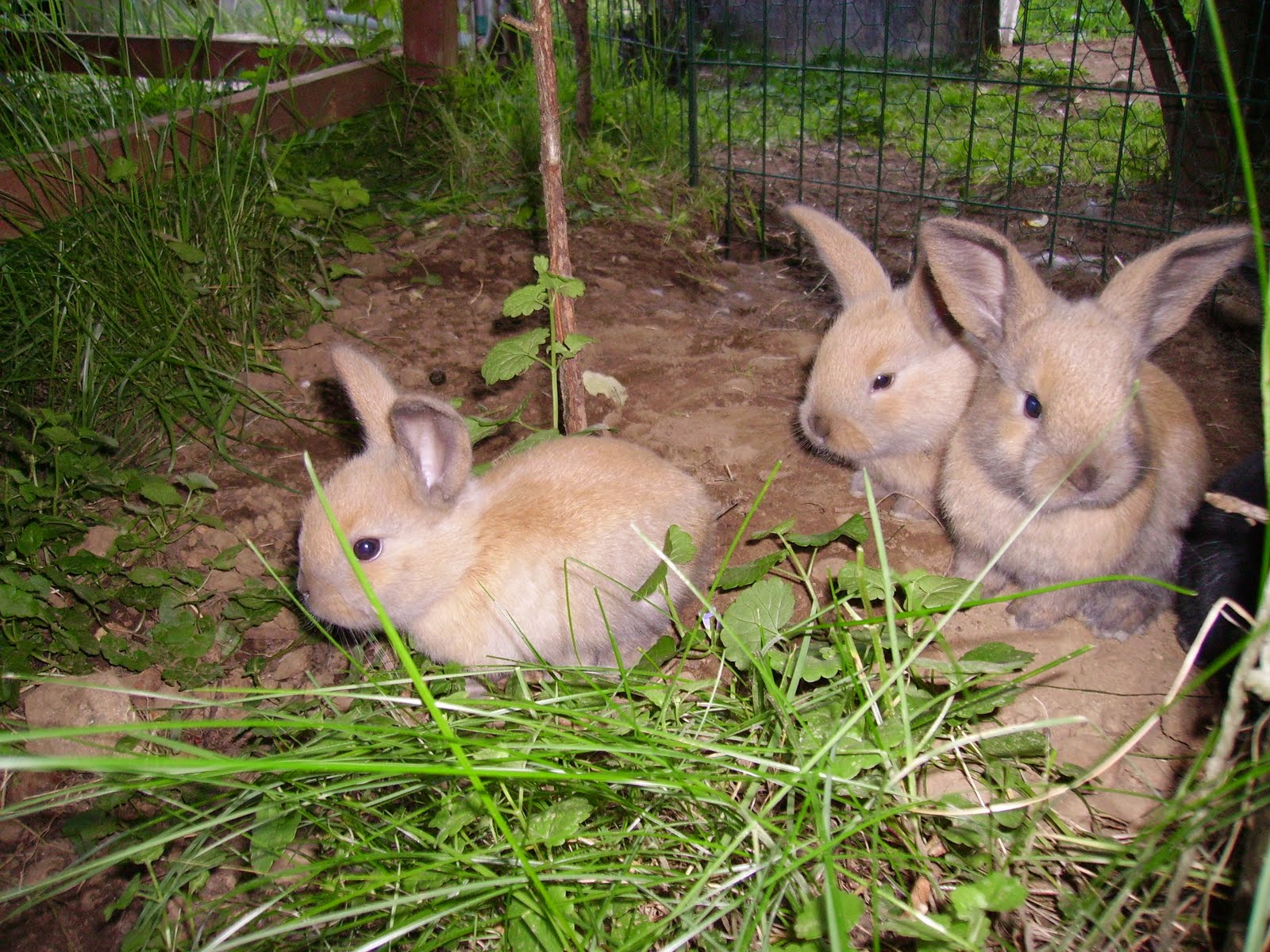
Thỏ con 4 tuần tuổi

Thỏ sơ sinh sau 15 giờ mới biết bú mẹ. Trong 18 ngày đầu thỏ hoàn toàn sống nhờ sữa mẹ. Nếu được bú đầy đủ thì da phẳng và 5-8 ngày đầu mới thấy bầu sữa thỏ mẹ căng phình ra, thỏ con nằm yên tĩnh trong tổ ấm, chỉ thấy lớp lông phủ trên đàn con động đậy đều. Nếu thỏ con đói sữa thì da nhăn nheo, bụng lép và đàn con động đậy liên tục. Nguyên nhân chủ yếu thỏ con chết là do đói sữa, dẫn đến suy dinh dưỡng, chết dần từ khi mở mắt.
Cho ăn cà rốt có thể khiến chúng bị sâu răng, cũng như gây nên những vấn đề về sức khỏe khác. Cà rốt và táo chứa nhiều đường thực vật, chỉ nên cho thỏ ăn những loại này ít. Chúng thích cam thảo nhưng nó lại không tốt bởi thỏ không thể tiêu hóa đường. Chúng thông thường không ăn rau củ có rễ, ngũ cốc hoặc trái cây, đặc biệt là rau diếp. Nên cho thỏ ăn cỏ, cải lá xanh đậm như bắp cải, cải xoăn, bông cải xanh.
Luôn có thức ăn xanh trong khi chăm sóc, lượng thức ăn xanh cho chúng luôn chiếm 90% tổng số thức ăn trong ngày. Có thể cho chúng ăn thêm thức ăn tinh bột, không được lạm dụng vì chúng sẽ dễ bị mắc bệnh về đường tiêu hóa dẫn đến chết. Nhiều người cho rằng thỏ không cần uống nước là sai. Thỏ chết không phải do uống nước hay ăn cỏ ướt mà vì uống phải nước bẩn và ăn rau bị nhiễm độc.

## Nổi tiếng
Trên đảo Gotlan của Thụy Điển, người ta đã tìm thấy một kho tiền bằng bạc gồm hàng nghìn đồng tiền Ai Cập trong một trường hợp khá thú vị. Kẻ tìm thấy nó là một con thỏ xám bình thường đang muốn đào cho mình một cái hang ở gần thị trấn Burs. Trong tiến trình đang đào thì bỗng nhiên, một trận mưa đá ném xuống toàn những mảnh kim loại hình tròn dội lên đầu con thỏ và con vật này đã phải đổ nhiều sức lực để ném chúng ra khỏi hang. Sau đó chẳng bao lâu, các nhà khảo cổ học đang khai quật trên đảo đã nhìn thấy chúng. Theo truyền thuyết, kho tiền mà con thỏ tìm thấy là do một trong những kẻ cầm đầu bọn viking tên là Staver cất giấu trong lòng đất từ thời xưa. Con thỏ được vinh dự đóng vai trò chính trong việc tìm ra kho tiền này.